# 스티븐숲쥐
스티븐숲쥐(Neotoma stephensi)는 비단털쥐과에 속하는 설치류의 일종이다. 미국 애리조나주와 뉴멕시코주, 유타주에서 발견된다.

## 특징
꼬리 길이 115~149mm를 포함한 전체 몸길이가 274~312mm이다. 몸무게는 117~180g이다. 일반적으로 수컷이 암컷보다 크다.

## 분포
미국 애리조나주와 뉴멕시코주에 주로 분포하며, 인근 유타주와 콜로라도주에서 부분적으로 발견된다. 소나무와 향나무 숲에서 서식한다. 폰데로사소나무와 선인장 사이에서 서식하기도 한다.